# Madagaskar na Mistrzostwach Świata w Lekkoatletyce 2019
Madagaskar na Mistrzostwach Świata w Lekkoatletyce 2019 – reprezentacja Madagaskaru podczas mistrzostw świata w Doha liczyła tylko jednego zawodnika, biegacza Todiasoa Franck Rabearison.

## Skład reprezentacji

### Mężczyźni
| Zawodnik                   | Konkurencja   | Eliminacje | Eliminacje | Półfinał | Półfinał | Finał | Finał   |
| Zawodnik                   | Konkurencja   | Wynik      | Pozycja    | Wynik    | Pozycja  | Wynik | Pozycja |
| -------------------------- | ------------- | ---------- | ---------- | -------- | -------- | ----- | ------- |
| Todiasoa Franck Rabearison | Bieg na 400 m | 46.80      | 32.        | NQ       | NQ       | NQ    | NQ      |